# Karcsú díszmárna
A karcsú díszmárna (Puntius titteya)  a  sugarasúszójú halak (Actinopterygii) osztályába, a pontyalakúak (Cypriniformes) rendjébe, a pontyfélék (Cyprinidae) családjába, és az Cyprininae alcsaládjába tartozó faj.

## Elterjedése, élőhelye
Srí Lanka árnyékos patakjainak lakója, szeretik a félhomályt.

## Megjelenése
Testhossza 5 centiméter. A háta zöldesen csillogó őzbarna, az oldalai és a hasa piros. A szájtól az oldalak középvonalában a farka közepéig kékesfekete csík húzódik. E fölött kékeszöld irizáló sáv látható. Az úszói pirosak, fekete szegéllyel. A hím élénkebb, ikrázás idején színe lángvörös, a nőstény teltebb formát mutat.

## Életmódja
Mindenevők. Kedvelik a sűrű növényzetet. Tartási hőmérséklet 24-26 °C.

## Szaporodás
Az ívás után, 24 óra múlva kikelnek az ivadékok és a hatodik napon elúsznak.